# 高橋和幸 (サッカー選手)
高橋 和幸（たかはし かずゆき、1974年5月10日 - ）は、元サッカー選手、サッカー指導者。現役時代のポジションはミッドフィールダー。

## 来歴
神奈川県立湘南台高等学校を経て1993年にジャパンフットボールリーグ・フジタに加入。1994年に日本プロサッカーリーグに昇格し、ベルマーレ平塚（後の湘南ベルマーレ）と改称した後、1996年まで在籍。その後は関東社会人サッカーリーグの東邦チタニウムでプレーを続けた。
引退後はサッカー指導者となり、10年近くに渡り湘南ベルマーレジュニアを指導した。湘南を退団後は名古屋グランパスU-12の監督、マリノスサッカースクールでコーチを務め、2021年には大和シルフィードのフットボールダイレクターと、横浜F・マリノススペシャルクラス大和の監督を兼任した。
2022年1月11日、大和シルフィードのトップチーム監督に就任。翌2023年7月13日付でトップチーム監督とフットボールダイレクターを退任した

## 所属クラブ
- 1993年 - 1996年 フジタ/ベルマーレ平塚
- 東邦チタニウム

## 個人成績
| 国内大会個人成績 | 国内大会個人成績 | 国内大会個人成績 | 国内大会個人成績 | 国内大会個人成績 | 国内大会個人成績 | 国内大会個人成績 | 国内大会個人成績 | 国内大会個人成績 | 国内大会個人成績 | 国内大会個人成績 | 国内大会個人成績 |
| 年度             | クラブ           | 背番号           | リーグ           | リーグ戦         | リーグ戦         | リーグ杯         | リーグ杯         | オープン杯       | オープン杯       | 期間通算         | 期間通算         |
| 年度             | クラブ           | 背番号           | リーグ           | 出場             | 得点             | 出場             | 得点             | 出場             | 得点             | 出場             | 得点             |
| 日本             | 日本             | 日本             | 日本             | リーグ戦         | リーグ戦         | リーグ杯         | リーグ杯         | 天皇杯           | 天皇杯           | 期間通算         | 期間通算         |
| ---------------- | ---------------- | ---------------- | ---------------- | ---------------- | ---------------- | ---------------- | ---------------- | ---------------- | ---------------- | ---------------- | ---------------- |
| 1993             | フジタ           |                  | 旧JFL            |                  |                  |                  |                  |                  |                  |                  |                  |
| 1994             | 平塚             | -                | J                | 0                | 0                | 0                | 0                |                  |                  |                  |                  |
| 1995             | 平塚             | -                | J                | 0                | 0                | -                | -                |                  |                  |                  |                  |
| 1996             | 平塚             | -                | J                | 0                | 0                | 0                | 0                |                  |                  |                  |                  |
| 通算             | 日本             | 日本             | J                | 0                | 0                | 0                | 0                |                  |                  |                  |                  |
| 通算             | 日本             | 日本             | 旧JFL            |                  |                  |                  |                  |                  |                  |                  |                  |
| 総通算           |                  |                  |                  |                  |                  |                  |                  |                  |                  |                  |                  |

## 指導歴
- 1999年 - 2012年 湘南ベルマーレ フットボールアカデミー[1]
- 2013年 - 2015年 マリノス フットボールアカデミー[1]
- 2016年 - 2017年 名古屋グランパス U-12監督[1]
- 横浜F・マリノス
  - 2018年 - 2020年 マリノスサッカースクール[1]
  - 2021年 スペシャルクラス大和 監督[1]
- 大和シルフィード
  - 2021年 - 2023年 フットボールダイレクター[1][6]
  - 2022年 - 2023年 トップチーム監督[1][6]
- 202x年 - 横浜F・マリノス スクールヘットオブコーチング

## 獲得タイトル
- 1993年 第2回ジャパンフットボールリーグ
- 1994年 第74回天皇杯全日本サッカー選手権大会